# Hydroxyde de lanthane
L'hydroxyde de lanthane est un composé chimique, de formule La(OH)3. Il se présente sous la forme d'une poudre blanche à cristaux incolores, pratiquement insoluble dans l'eau.

## Cristallographie
L'hydroxyde de lanthane cristallise dans le système hexagonal (groupe d'espace no 176, P63/m).
Les paramètres de sa maille conventionnelle sont a = 654,7 pm, c = 385,4 pm et Z = 2.

## Préparation
L'hydroxyde de lanthane peut être produit par un procédé sol-gel en ajoutant une base — comme l'ammoniaque NH4OH —, dans une solution aqueuse de sels de lanthane — comme le nitrate de lanthane La(NO3)3 —, ce qui donne un précipité en forme de gel qui se dessèche à l'air :
La(NO3)3 + 3 NH4OH ⟶ La(OH)3 + 3 NH4NO3.
Il est également possible de le produire par hydratation de l'oxyde de lanthane La2O3 :
La2O3 + 3 H2O ⟶ 2 La(OH)3.

## Propriétés
Au-dessus de 330 °C, l'hydroxyde de lanthane se décompose en oxyhydroxyde de lanthane LaOOH par déshydratation, puis, si on continue à le chauffer, on obtient de l'oxyde de lanthane La2O3 :
La(OH)3 ⟶ LaOOH + H2O au-dessus de 330 °C ;
2 LaOOH ⟶ La2O3 + H2O à haute température.
L'hydroxyde de lanthane ne réagit quasiment pas avec les bases mais est facilement dissous par les acides.